# Юзеф Олекси
Юзеф Олекси (пол. Józef Oleksy; нар. 22 червня 1946, Новий Сонч, Польща — пом. 9 січня 2015, Варшава, Польща) — польський політик і економіст.

## Життєпис
З 1968 по 1990 роки перебував у комуністичній Польській об'єднаній робітничій партії. Був членом Президії Головного управління Соціалістичного союзу польських студентів (пол. Socjalistyczny Związek Studentów Polskich, SZSP).
У 1993—1995 роках був одним з керівників Союзу демократичних лівих сил (пол. Sojusz Lewicy Demokratycznej, SLD).
З 14 жовтня 1993 по 3 березня 1995 — маршал (голова) Сейму, нижньої палати парламенту.
З 7 березня 1995 по 7 лютого 1996 — прем'єр-міністр Польщі. Склав повноваження через підозри у зв'язках з КДБ.
З січня по квітень 2004 року — міністр внутрішніх справ і віце-прем'єр.
З 21 квітня 2004 по 5 січня 2005 — маршал (голова) Сейму.
Відхід з останньої посади пов'язаний з рішенням Люстраційного суду Польщі про таємну співпрацю Олекси з польською військовою розвідкою в 1970—1978 роках.